# Episodi di Dates
La prima stagione della serie televisiva Dates, composta da 9 episodi, è stata trasmessa in prima visione assoluta in Gran Bretagna dal canale Channel 4 a partire dal 10 giugno 2013.
In Italia la serie è attualmente inedita.
| nº | Titolo originale    | Titolo italiano | Prima TV UK    | Prima TV Italia |
| -- | ------------------- | --------------- | -------------- | --------------- |
| 1  | David and Mia       |                 | 10 giugno 2013 |                 |
| 2  | Jenny and Nick      |                 | 11 giugno 2013 |                 |
| 3  | Mia and Stephen     |                 | 12 giugno 2013 |                 |
| 4  | Erica and Kate      |                 | 18 giugno 2013 |                 |
| 5  | David and Ellie     |                 | 19 giugno 2013 |                 |
| 6  | Erica and Callum    |                 | 25 giugno 2013 |                 |
| 7  | Stephen and Mia     |                 | 26 giugno 2013 |                 |
| 8  | Jenny and Christian |                 | 2 luglio 2013  |                 |
| 9  | Mia and David       |                 | 3 luglio 2013  |                 |